# Takumi Kitamura

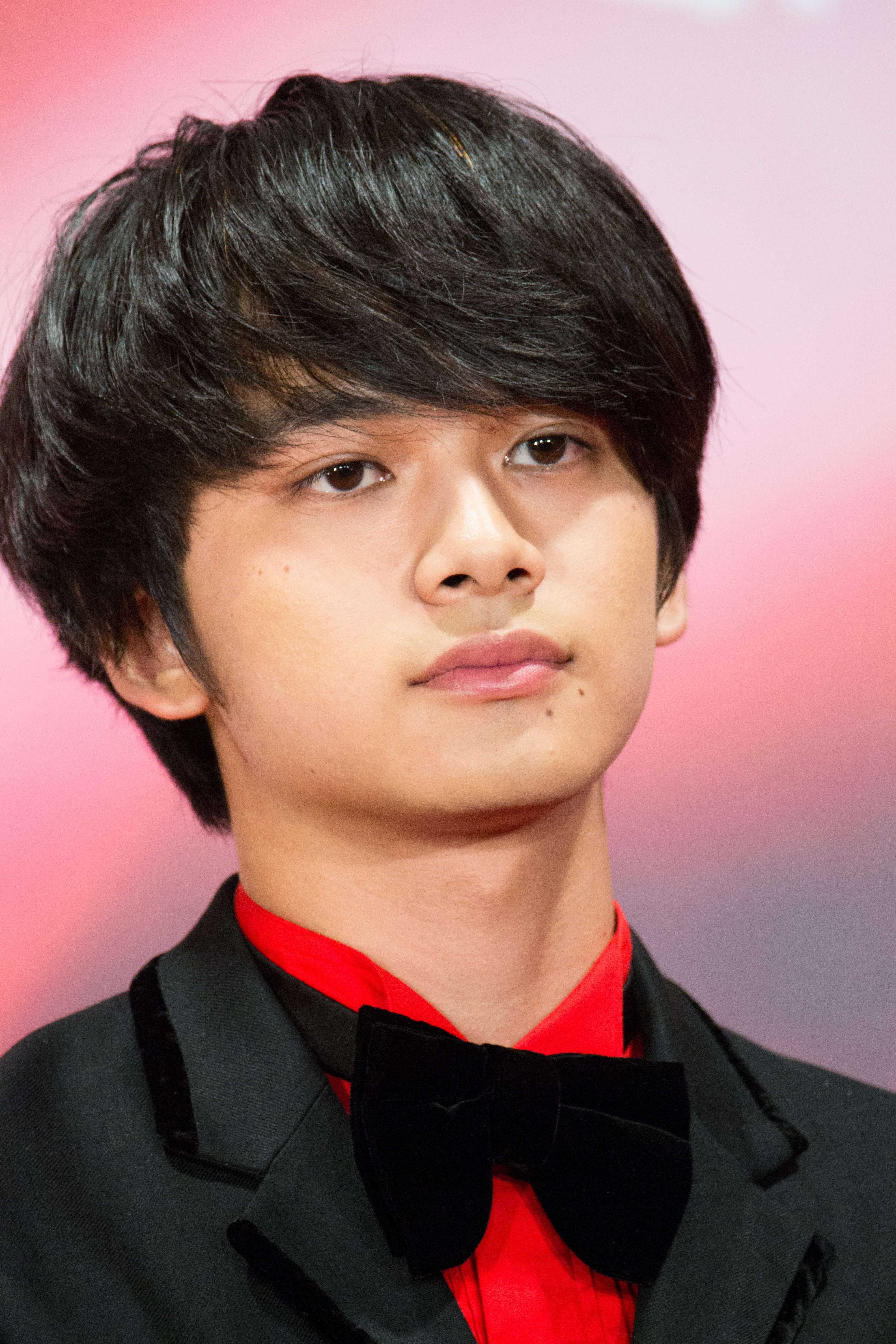
Takumi Kitamura alla cerimonia di apertura del Tokyo International Film Festival, 2017

Takumi Kitamura (Tokyo, 3 novembre 1997) è un attore, cantante e modello giapponese. È rappresentato dalla Sezione 3 di Stardust Promotion. È il leader del collettivo musicale di Stardust, l'unità Dish. Come membro di Dish, è soprannominato Takumi, stilizzato come TAKUMI.

## Biografia
Kitamura è nato il 3 novembre 1997 a Tokyo. È stato scoperto dalla Stardust Promotion quando era in terza elementare.
Il suo primo debutto canoro è stato "Risu ni Koi Shita Shōnen" nella serie NHK Minna no Uta nel febbraio e marzo 2008. Più tardi, nel mese di giugno, la prima apparizione cinematografica di Kitamura è stata Dive!!. Nel 2009 ha vinto il Reader Model Award della rivista Shōgaku Rokunensei. Nell'estate del 2010, Kitamura è entrato a far parte dell'unità di attori Ebidan. In seguito è entrato a far parte della band dance rock di Ebidan, i Dish, nel dicembre 2011. Kitamura è il leader della band come cantante e chitarrista.
Nell'agosto 2021 è risultato positivo al COVID-19.
Takumi ha recentemente recitato nel film live-action Tokyo Revengers. Il film ha ricevuto recensioni positive ed è uno dei film giapponesi di maggior incasso del 2021.

## Discografia

### Singoli
- 2008 - "Risu ni Koi Shita Shōnen"
- 2009 - "100s "Sekai no Flower Road"
- 2010 - "Radwimps "Keitai Denwa"
- 2011 - "Kimaguren "It's My Yūki"
- 2013 - "Hikari to Kimi e no Requiem"

## Filmografia

### Cinema
- Dive!!, regia di Naoto Kumazawa (2008)
- School Days with a Pig, regia di Tetsu Maeda (2008)
- Jūryoku Pierrot, regia di Jun'ichi Mori (2009)
- Tajomaru, regia di Hiroyuki Nakano (2009)
- Shizumanu Taiyō, regia di Setsurō Wakamatsu (2009)
- Surely Someday, regia di Shun Oguri (2010)
- Nintama Rantarō, regia di Takashi Miike (2011)
- Sorairo Monogatari: Nike to katatsumuri (2012)
- Suzuki Sensei, regia di Hayato Kawai (2013)
- Hidamari no kanojo, regia di Takahiro Miki (2013)
- Sailor Suit and Machine Gun: Graduation, regia di Kōji Maeda (2016)[8]
- Sing My Life, regia di Nobuo Mizuta (2016)
- Destruction Babies, regia di Tetsuya Mariko (2016)
- Let Me Eat Your Pancreas, regia di Shô Tsukikawa (2017)
- Love and Lies, regia di Takeshi Furusawa (2017)
- Katte ni furuetero, regia di Akiko Ohku (2017)
- Over Drive, regia di Eiichirō Hasumi (2018)
- Waiting for Spring, regia di Yuichiro Hirakawa (2018)
- You Shine in the Moonlit Night, regia di Shô Tsukikawa (2019)
- 12 Suicidal Teens, regia di Yukihiko Tsutsumi (2019)[9]
- Hello World, regia di Tomohiko Itō (2019) - voce
- Shadowfall, regia di Tetsuo Shinohara (2019)
- Seven Days War, regia di Yūta Murano (2019) - voce
- Sakura, regia di Hitoshi Yazaki (2020)
- Love Me, Love Me Not, regia di Takahiro Miki (2020)
- Love Me, Love Me Not: The Animation, regia di Toshimasa Kuroyanagi (2020) - voce
- Our 30-Minute Sessions, regia di Kentarô Hagiwara (2020)
- Tonkatsu DJ Agetarō, regia di Ken Ninomiya (2020)
- Underdog (2020)
- My Blood & Bones in a Flowing Galaxy, regia di Sabu (2021)
- Tokyo Revengers, regia di Tsutomu Hanabusa (2021)
- The End of the Pale Hour, regia di Hana Matsumoto (2021)
- Tombi: Father and Son, regia di Takahisa Zeze (2022)
- I Am What I Am, regia di Shinya Tamada (2022)
- Il castello invisibile, regia di Keiichi Hara (2022) - voce
- One Night, She Thinks of the Dawn, regia di Matsumoto Hana (2022)
- Tokyo Revengers 2: Bloody Halloween Part 1, regia di Tsutomu Hanabusa (2023)
- Tokyo Revengers 2: Bloody Halloween Part 2, regia di Tsutomu Hanabusa (2023)
- Scroll, regia di Shimizu Yasuhiko (2023)
- The Innocent Game, regia di Yoshihiro Fukagawa (2023)

### Televisione
- Taiyō to umi no kyōshitsu – serie TV, (2008)
- Joshidai Nama Kaikeishi no Jiken-bo – serie TV, (2008)
- Tomica Hero: Rescue Fire – serie TV, (2009)
- Anti-Terrorism Investigators – serie TV, (2009)
- Suzuki Sensei – serie TV, (2011)
- Taira no Kiyomori – serie TV, (2012)
- Pillow Talk: Bed no Omowaku – serie TV, (2012)
- Aibō – serie TV, (2013)
- Nobunaga Concerto – serie TV, (2014)
- Tenshi no Knife – serie TV, (2015)[10]
- Yutoridesuga nanika – serie TV, (2016)[11]
- Brass Dreams – serie TV, (2016)[12]
- Zutto Waratteta – serie TV, (2017)
- Residential Complex – serie TV, (2018)
- The Good Wife – serie TV, (2019)[13]
- Love Begins When the Money Ends – miniserie TV, (2020)[14]
- Nizi Village Clinic – serie TV, (2021)[15]
- Night Doctor – serie TV, (2021)[16]
- Kyojo 2 – miniserie TV, (2021)[17]
- Don't Call It Mystery – serie TV, (2022)[18]
- On a Starry Night – serie TV, (2023)[19]
- Kazama Kimichika: Kyojo Zero – serie TV, (2023)
- Kissing the Ring Finger – serie TV, (2023)[20]
- Yu Yu Hakusho – serie TV, (2023)[21]
- Antihero – serie TV, (2024)[22]

## Riconoscimenti
- 42° Hochi Film Awards
  - 2017 - Miglior artista esordiente per Let Me Eat Your Pancreas

- 30° Nikkan Sports Film Awards
  - 2017 - Candidatura per miglior esordiente per Let Me Eat Your Pancreas

- 72° Mainichi Film Awards
  - 2018 - Candidatura per miglior attore esordiente per Let Me Eat Your Pancreas

- 60th Blue Ribbon Awards
  - 2018 - Candidatura per miglior esordiente per Let Me Eat Your Pancreas

- 27th Tokyo Sports Film Awards
  - 2018 - Candidatura per miglior esordiente per Let Me Eat Your Pancreas

- 41st Japan Academy Film Prize
  - 2018 - Esordiente dell'anno per Let Me Eat Your Pancreas

- 13th Osaka Cinema Festival
  - 2018 - Miglior attore esordiente per Let Me Eat Your Pancreas

- 45th Hochi Film Awards
  - 2020 - Candidatura per miglior attore non protagonista per Underdog

- 75th Mainichi Film Awards
  - 2021 - Candidatura per miglior attore non protagonista per Underdog[23]

- Elle Cinema Awards 2021
  - 2021 - Elle Men Award per Tokyo Revengers[24]

- 45th Elan d'or Awards
  - 2021 - Esordiente dell'anno[25]

- GQ Japan Men Of The Year 2021
  - 2021 - Uomo dell'anno attore rivelazione[26]

- 2021 Asia Artist Awards
  - 2021 - Miglior attore[27]

- 47th Hochi Film Awards
  - 2022 - Candidatura per miglior attore non protagonista per Tombi: Father and Son[28]

## Doppiatori italiani
Nelle versioni in italiano nelle opere in cui ha recitato, Takumi Kitamura è stato doppiato da:
- Andrea Di Maggio in Yu Yu Hakusho
- Alessandro Valeri in Let Me Eat Your Pancreas

Da doppiatore è sostituito da:
- Mirko Cannella in Hello World
- Giuseppe Palasciano in Seven Days War
- Mosè Singh in Il castello invisibile